# The Brittany Murphy Story
The Brittany Murphy Story es una película de televisión de 2014 dirigida por Joe Menéndez. La cinta trata sobre la vida de la actriz estadounidense Brittany Murphy.

## Trama
La película cuenta la historia de Brittany Murphy, desde su ascenso en la década de 1990 en Hollywood, su relación con el actor Ashton Kutcher a principios de la década de 2000, sus problemas con la fama y la autoestima, hasta su misteriosa muerte el 20 de diciembre de 2009 a la edad de 32.

## Recepción y crítica
La película fue muy mal recibida por la crítica en general. Rotten Tomatoes le dio una calificación de 7%, IMDb le dio un 3.3 de 10 basado en 1.077 críticas, y en SensaCine un 3.2 de 5. Incluso llegando a atacar con numerosos comentarios muy desfavorables a la actuación de Amanda Fuller en el filme.

## Reparto
- Amanda Fuller como Brittany Murphy
- Sherilyn Fenn como Sharon Murphy
- Chloë Crampton como Morgan
- Eric Petersen como Simon Monjack
- Adam Hagenbuch como Ashton Kutcher
- Amy Davidson como Jackie
- Amy Danles como Pamela
- Victoria Barabas como Entertainment Reporter
- Karynn Moore como Alicia Silverstone
- Dan Sachoff como Male Tabloid Reporter
- Dan Johnson como 30-Something Man
- Kat Purgal como Female EMT
- Paul Elia como Caller Director
- Bonnie Burroughs como Kelly
- Zachary Stockdale como Handsome Crewman
- Justin Phillip como Uniformed Officer
- Alberta Mayne como Ashley
- Colby French como Attomey
- Yatoya Toy como Stacey Dash
- James Adam Tucker como African American Man